# 彭汝器
彭汝器，名連，以字行，江西安福人。明朝政治人物、進士。
永樂二年（1404年）甲申科進士二甲第八名，入讀中秘書，官至翰林學士。曾跟隨朱棣北征，預修《明太祖實錄》。